# Nicholas Yonge

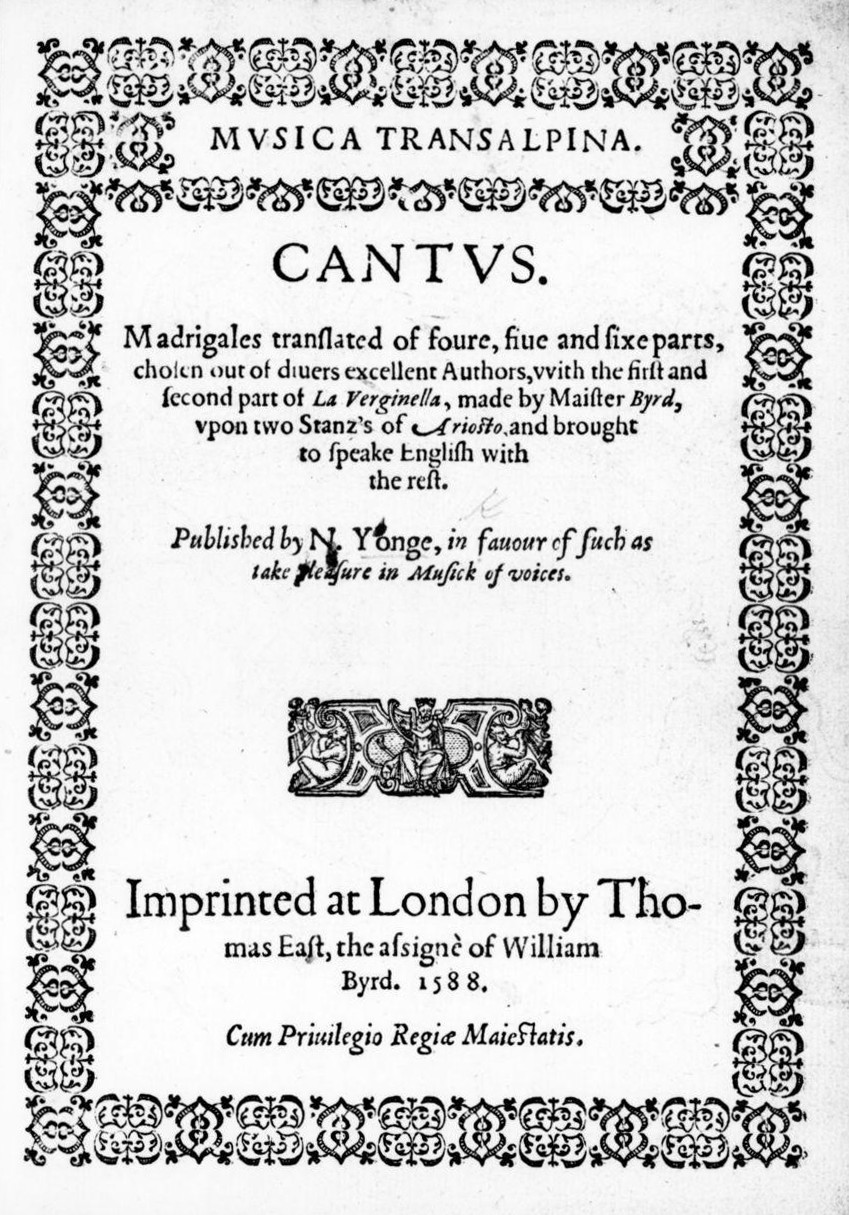
Portada de Música transalpina, (1588).

Nicholas Yonge (c. 1560 - † 23 de octubre de 1619) fue un cantante y editor de música inglés . Es conocido por publicar la colección "Música transalpina" ( 1588 ), formada por madrigales italianos con los textos traducidos al inglés.
Estos madrigales resultaron explosivamente populares, alimentando la moda de cantar y componer madrigales en Inglaterra que floreció hasta las primeras décadas del siglo XVII. William Heather, fundador de la cátedra de música de la Universidad de Oxford incluyó al libro en su retarto en 1627, confirmando la longevidad de Música transalpina, en influencia y popularidad.
Música transalpina contiene 57 piezas de 18 compositores, la mayoría de Alfonso Ferrabosco , y muchas de Luca Marenzio. Ferrabosco vivió en Inglaterra hasta 1578 , lo que podría explicar el gran número de sus composiciones en el libro, ya que era relativamente desconocido en Italia. 
En 1597 Younge publicó un segundo libro, (Música transalpina: the Second Booke of Madrigalles, ... translated out of Sundrie Italian Authors) . Compositores ingleses como John Wilbye y Thomas Weelkes usaron las obras de ambas publicaciones como modelo de su propio trabajo. 